# ブルハーンプル

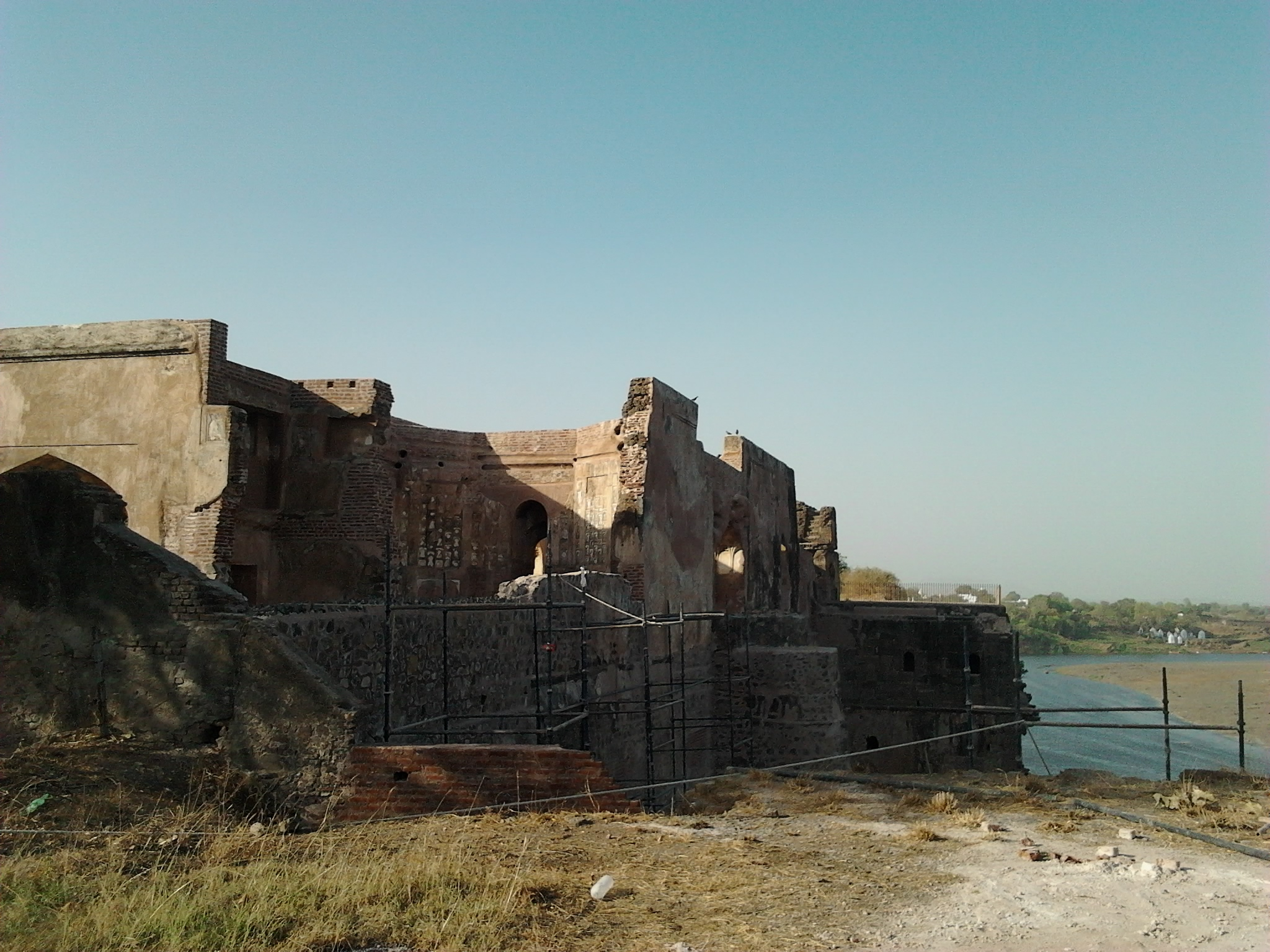
ブルハーンプルのシャーヒー・キラー

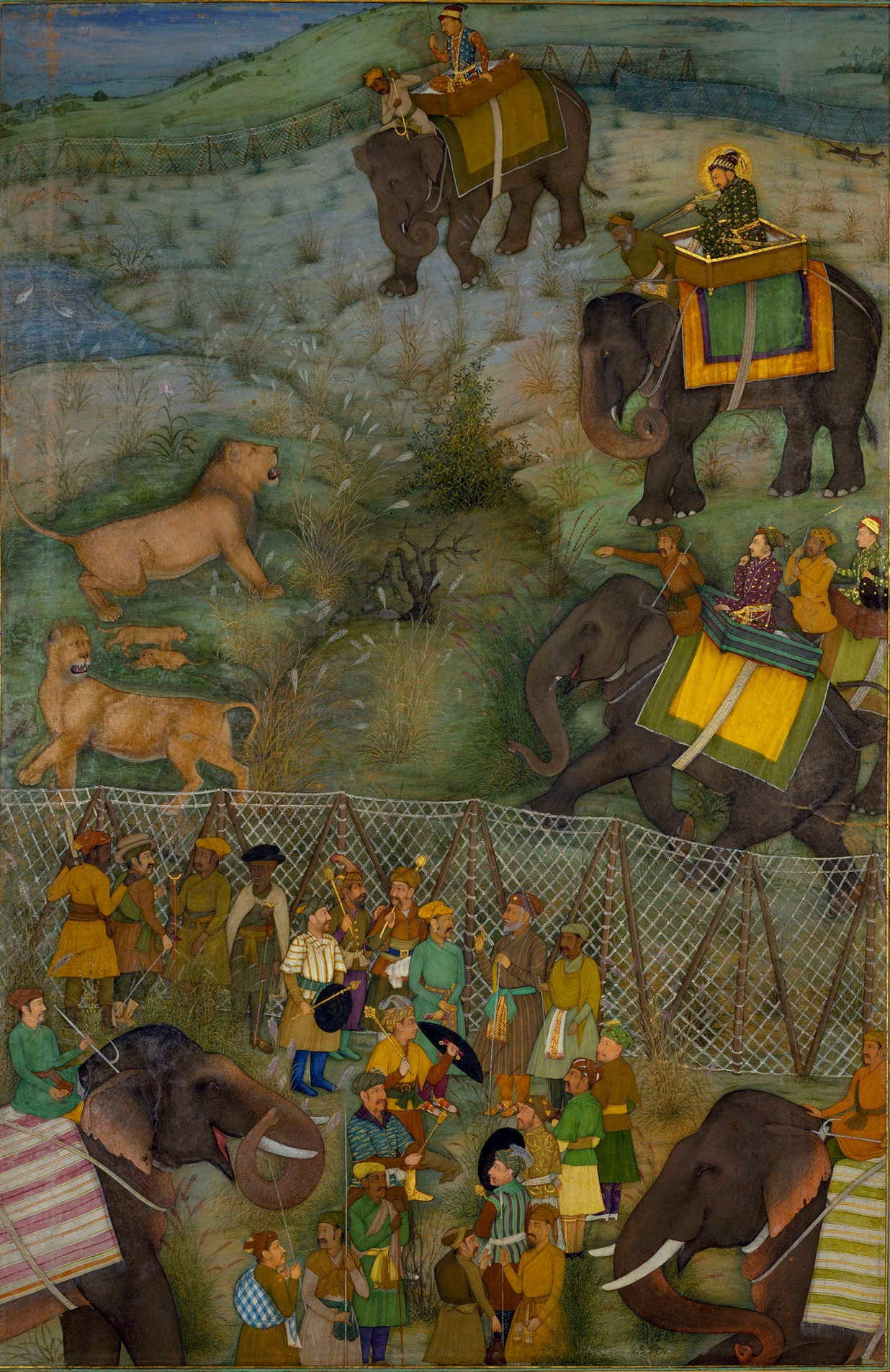
ライオンを狩ろうとするシャー・ジャハーン（1630年7月）

ブルハーンプル（ヒンディー語：बुढ़हानपुर、英語：Burhanpur）は、インドのマディヤ・プラデーシュ州、ブルハーンプル県の都市。
ブルハーンプル県の県庁所在地でもある。

## 歴史
1388年、ハーンデーシュ・スルターン朝のマリク・ナーシル・ハーンは、スーフィー聖者ブルハーヌルッディーン・ガーリブの名を取り、ブルハーンプルと名付けて首都とした。
のち、15世紀後半にミーラーン・アーディル・ハーン2世は、ブルハーンプルに城塞を築き、多くの宮殿を建設した。
1601年、ハーンデーシュ・スルターン朝はムガル帝国に併合され、ブルハーンプルはハーンデーシュ州の首府となった。
17世紀前半、ムガル帝国の皇帝シャー・ジャハーンは愛妃ムムターズ・マハルとともに、一時期このブルハーンプルで過ごした。
1724年、ニザーム王国がデカンで独立した際、ブルハーンプルはその版図に組み込まれた。
1730年代、マラーター同盟がマールワーを征服すると、のちにブルハーンプルはホールカル家の支配下となり、シンディア家、イギリスと支配者が移った。